# Canton d'Hazebrouck
Le canton d'Hazebrouck est une circonscription électorale française du département du Nord créée par le décret du 17 février 2014. Il tient lieu de circonscription d'élection des conseillers départementaux et entre en vigueur lors des élections départementales de 2015.

## Histoire
Un nouveau découpage territorial du département du Nord entre en vigueur à l'occasion des premières élections départementales suivant le décret du 17 février 2014. Les conseillers départementaux sont, à compter de ces élections, élus au scrutin majoritaire binominal mixte. Les électeurs de chaque canton élisent au Conseil départemental, nouvelle appellation du Conseil général, deux membres de sexe différent, qui se présentent en binôme de candidats. Les conseillers départementaux sont élus pour 6 ans au scrutin binominal majoritaire à deux tours, l'accès au second tour nécessitant 12,5 % des inscrits au 1er tour. En outre la totalité des conseillers départementaux est renouvelée. Ce nouveau mode de scrutin nécessite un redécoupage des cantons dont le nombre est divisé par deux avec arrondi à l'unité impaire supérieure si ce nombre n'est pas entier impair, assorti de conditions de seuils minimaux. Dans le Nord, le nombre de cantons passe ainsi de 79 à 41.
Le canton d'Hazebrouck est formé de communes des anciens cantons de Hazebrouck-Nord (6 communes) et sa partie de la commune d'Hazebrouck, de Hazebrouck-Sud (4 communes) et sa partie d'Hazebrouck et de Merville (5 communes). Il est entièrement inclus dans l'arrondissement de Dunkerque. Le bureau centralisateur est situé à Hazebrouck.

## Représentation
| Période élective | Période élective | Mandat | Mandat   | Identité            | Nuance | Nuance | Qualité |
| ---------------- | ---------------- | ------ | -------- | ------------------- | ------ | ------ | --- |
| 2015             | 2021             | 2015   | 2021     | Catherine Depelchin |        | UDI    | Pharmacienne, Ancienne conseillère municipale d'Hazebrouck.                                                   |
| 2015             | 2021             | 2015   | 2021     | Bruno Ficheux       |        | UDI    | Cadre supérieur Président de la Communauté de communes Flandre Lys depuis 2014, Maire d'Estaires depuis 2008. |
| 2021             | 2028             | 2021   | en cours | Valentin Belleval   |        | DVD    | Cadre Maire d'Hazebrouck, Président de la Communauté de communes de Flandre intérieure                        |
| 2021             | 2028             | 2021   | en cours | Monique Evrard      |        | DVD    | Adjointe au maire de La Gorgue                                                                                |

### Résultats détaillés

#### Élections de mars 2015
À l'issue du 1er tour des élections départementales de 2015, deux binômes sont en ballottage : Catherine Depelchin et Bruno Ficheux (Union de la Droite, 35,98 %) et Annick Caffiers et Jessy Herlen (FN, 33,7 %). Le taux de participation est de 50,84 % (22 973 votants sur 45 185 inscrits) contre 46,81 % au niveau départemental et 50,17 % au niveau national.
Au second tour, Catherine Depelchin et Bruno Ficheux (Union de la Droite) sont élus avec 59,64 % des suffrages exprimés et un taux de participation de 49,97 % (12 067 voix pour 22 579 votants et 45 185 inscrits).

#### Élections de juin 2021
Le premier tour des élections départementales de 2021 est marqué par un très faible taux de participation (33,26 % au niveau national). Dans le canton d'Hazebrouck, ce taux de participation est de 32,25 % (14 790 votants sur 45 865 inscrits) contre 30,39 % au niveau départemental. À l'issue de ce premier tour, deux binômes sont en ballottage : Valentin Belleval et Monique Evrard (DVD, 56,06 %) et Pascal Prince et Virginie Verhaeghe (RN, 23,9 %).
Le second tour des élections est marqué une nouvelle fois par une abstention massive équivalente au premier tour. Les taux de participation sont de 34,36 % au niveau national, 31,01 % dans le département et 32,35 % dans le canton d'Hazebrouck. Valentin Belleval et Monique Evrard (DVD) sont élus avec 72,29 % des suffrages exprimés (9 878 voix pour 14 851 votants et 45 901 inscrits),,.

## Composition
Le canton d'Hazebrouck comprend seize communes entières.
| Nom                                | Code Insee | Intercommunalité   | Superficie (km2) | Population (dernière pop. légale) | Densité (hab./km2) | Modifier                                    |
| ---------------------------------- | ---------- | ------------------ | ---------------- | --------------------------------- | ------------------ | ------------------------------------------- |
| Hazebrouck (bureau centralisateur) | 59295      | CA Cœur de Flandre | 26,20            | 21 785 (2022)                     | 831                | modifier les données · modifier les données |
| Blaringhem                         | 59084      | CA Cœur de Flandre | 18,23            | 2 046 (2022)                      | 112                | modifier les données · modifier les données |
| Boëseghem                          | 59087      | CA Cœur de Flandre | 7,08             | 738 (2022)                        | 104                | modifier les données · modifier les données |
| Ebblinghem                         | 59184      | CA Cœur de Flandre | 9,20             | 658 (2022)                        | 72                 | modifier les données · modifier les données |
| Estaires                           | 59212      | CC Flandre Lys     | 12,82            | 6 551 (2022)                      | 511                | modifier les données · modifier les données |
| La Gorgue                          | 59268      | CC Flandre Lys     | 15,03            | 5 553 (2022)                      | 369                | modifier les données · modifier les données |
| Haverskerque                       | 59293      | CC Flandre Lys     | 9,17             | 1 385 (2022)                      | 151                | modifier les données · modifier les données |
| Lynde                              | 59366      | CA Cœur de Flandre | 9,07             | 782 (2022)                        | 86                 | modifier les données · modifier les données |
| Merville                           | 59400      | CC Flandre Lys     | 26,96            | 9 729 (2022)                      | 361                | modifier les données · modifier les données |
| Morbecque                          | 59416      | CA Cœur de Flandre | 44,34            | 2 538 (2022)                      | 57                 | modifier les données · modifier les données |
| Neuf-Berquin                       | 59423      | CA Cœur de Flandre | 6,40             | 1 422 (2022)                      | 222                | modifier les données · modifier les données |
| Renescure                          | 59497      | CA Cœur de Flandre | 18,93            | 2 130 (2022)                      | 113                | modifier les données · modifier les données |
| Sercus                             | 59568      | CA Cœur de Flandre | 4,98             | 489 (2022)                        | 98                 | modifier les données · modifier les données |
| Steenbecque                        | 59578      | CA Cœur de Flandre | 11,96            | 1 626 (2022)                      | 136                | modifier les données · modifier les données |
| Thiennes                           | 59590      | CA Cœur de Flandre | 7,54             | 918 (2022)                        | 122                | modifier les données · modifier les données |
| Wallon-Cappel                      | 59634      | CA Cœur de Flandre | 5,44             | 798 (2022)                        | 147                | modifier les données · modifier les données |
| Canton d'Hazebrouck                | 5921       |                    | 233,35           | 59 148 (2022)                     | 253                | modifier les données                        |

## Démographie
En 2022, le canton comptait 59 148 habitants, en évolution de +0,15 % par rapport à 2016 (Nord : +0,51 %, France hors Mayotte : +2,11 %).
| 2013   | 2018   | 2022   |
| ------ | ------ | ------ |
| 58 877 | 58 394 | 59 148 |